# Skole

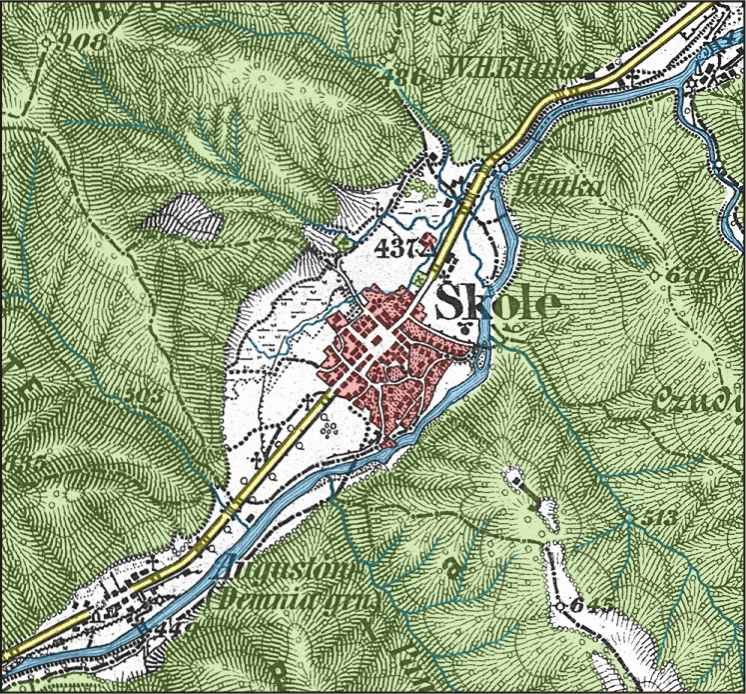
Skole – mapa topograficzna 1877

Skole (ukr. Сколе) – miasto na Ukrainie w rejonie stryjskim w obwodzie lwowskim, dawna siedziba władz rejonu skolskiego. W mieście znajduje się muzeum odzieżowe oraz zakład budowlany.

## Położenie
Miasto zajmuje lokalne rozszerzenie doliny Oporu.

## Historia
Prawa miejskie nadano Skolemu w roku 1397. Już w XIII wieku prowadził tędy szlak handlowy z Halicza na Węgry, a do roku 1697 szlak handlowy z Węgier do Stryja – miasto odwiedzali wówczas przedstawiciele najmożniejszych rodów węgierskiej szlachty: Wesselenyich, Nemezarich czy Telekich. Miasto należało do dóbr Sieniawskich. W roku 1703 z Brzeżan przez Skole ruszył oddział Franciszka Rakoczego oraz żołnierzy wojewody krakowskiego Marcina Kątskiego do ogarniętego buntem chłopskim komitatu munkackiego, co stało się początkiem antyhabsburskiego tzw. powstania Rakoczego.
Do roku 1772 Skole należało do ziemi przemyskiej w województwie ruskim. Pod zaborem austriackim, do 1918 r., należało do powiatu stryjskiego w prowincji Galicja.
W roku 1880 było w mieście 2047 mieszkańców (w tym Polacy, Rusini i Niemcy) i 300 domów, na terenie powiatu sądowego znajdowały się także kolonie niemieckie Annaberg, Felizienthal i Karlsdorf. Miasto było ośrodkiem rozwijającego się przemysłu drzewnego. W przysiółku Demnia Wyżnia działał tartak, do którego aż do 1896 r. drewno spławiano Oporem. Od 1864 r. funkcjonowała fabryka zapałek, z czasem znacznie rozbudowana. Okoliczne lasy należały do hrabiów Kinskych. Ci cały ten majątek Skole o powierzchni 34,5 tys. ha w 1886 r. sprzedali nowo powołanej spółce, założonej przez braci Hermana i Zadiga Groedlów oraz Wilhelma Schmidta. Z końcem wieku w okolicy miasta powstały dwa duże kamieniołomy.
Znacznym impulsem w rozwoju miasta była budowa w latach 80. XIX w. linii kolejowej Lwów-Stryj-Mukaczewo-Czop. Ruch przez stację Skole na odcinku Stryj – Beskid uruchomiono w kwietniu 1887 r. W celu zintensyfikowania wywózki drewna latach 90. ze stacji Skole wybudowano kolej wąskotorową biegnącą przez tartak w Demni do Korostowa w dolinie Orawy, a stamtąd w głąb dolin Butywli i Panaszówki. Spółka Groedlów zelektryfikowała majątek i miasto, wybudowała również szpital i domy mieszkalne dla robotników. 30 marca 1888 r. Skole uległo prawie całkowitemu spaleniu na skutek zaprószenia ognia. Zniszczeniu uległo wówczas 100 domów, cerkiew, kościół i szkołę. Groedlowie walnie przyczynili się wówczas do odbudowy miasta.
12 stycznia 1902 do Skola włączono wieś i gminę Skole-Wieś.
1 stycznia 1911 Skole zostało siedzibą powiatu skolskiego w Galicji..
W roku 1913 miasto liczyło 8700 mieszkańców, w tym 3200 Żydów, 2600 Polaków, 2500 Rusinów, oraz 400 Niemców i Czechów. W okresie austro-węgierskim przebiegała tędy droga do granicy węgierskiej.
W okresie międzywojennym miasto było siedzibą powiatu skolskiego województwa stanisławowskiego do 1 kwietnia 1932, kiedy to został zniesiono i włączony do powiatu stryjskiego.
W okresie międzywojennym Skole, otoczone górami i lasami, stało się znane jako miejscowość wczasowa i klimatyczna. Powstał hotel i dwa pensjonaty, na brzegach Oporu urządzono plaże. Co roku zjeżdżało tu do 1,5 tys. gości. Z czasem sezon turystyczny przedłużył się również na zimę: zaczęli przyjeżdżać tu amatorzy nart, a w pobliżu stacji kolejowej wybudowano nawet skocznię narciarską.
Do 17 września 1939 roku miasto stanowiło garnizon macierzysty Batalionu KOP „Skole”. W latach 30. burmistrzem Skolego był major piechoty stanu spoczynku Henryk Schenk.

Od września 1939 roku do czerwca 1941 roku Skole było pod okupacją sowiecką. W tym czasie NKWD deportowało na Syberię 200 Polaków, głównie urzędników i policjantów oraz ich rodziny. W latach 1941–1944 pod okupacją niemiecką. W latach 1941–1944 w pałacu Groedlów znajdował się wojskowy szpital węgierski. Dzięki współpracy z Węgrami polska samoobrona i Armia Krajowa mogła pozyskać broń i amunicję. W latach 1941–1943 w mieście istniało getto żydowskie. Niemcy, którym pomagała Ukraińska Policja Pomocnicza, zgładzili tutaj lub wysłali do obozów zagłady ok. 3000 Żydów. W latach 1943–1944 nacjonaliści ukraińscy z OUN-UPA zamordowali na peryferiach miasta lub drogach dojazdowych 31 Polaków. 
W czasie okupacji niemieckiej mieszkający tutaj Polacy - Rudolf i Stanisława Dobosiewiczowie, Stanisław Gorczyk oraz Maria Stokłosa i jej syn Bronisław Stokłosa - udzielali pomocy Żydom, za co po wojnie Instytut Jad Waszem uhonorował ich tytułami Sprawiedliwych wśród Narodów Świata.
W latach 1945–1991 Skole znajdowało się w Ukraińskiej SRR.
W 1989 roku liczyło 6730 mieszkańców.

## Religia

### parafia katolicka obrządku łacińskiego
Kapelania skolska erygowana ok. roku 1660 fundacji Sieniawskich, kościół drewniany pw. Siedmiu Boleści Najśw. Marii Panny, dekanat stryjski, do parafii należały miejscowości ; Chaszczowanie, Hołowiecko, Hrebenów, Huta Korostkowska, Jamelnica, Jelenkowate, Kamionka, Korczyn, Korostóow, Kozłowa, Kruszelnica, Libochora, Ławoczne, Międzybrody, Oporzec, Orawa, Orawczyk, Pobuk, Podhorodce, Pohar, Rożanka Wyżna i Niżna, Ryków, Skole, Sopot, Sławsko, Synowódzko, Tarnawka, Truchanów, Tuchla, Tysowiec, Tyszownica, Urycz i Wołosianka. Przed II wojną światową była to najdalej na płd.-zach. wysunięta parafia archidiecezji lwowskiej. Po wojnie kościół nie używany popadł w ruinę. Na początku lat 90. odbudowę kościoła rozpoczął ks. Jan Nikiel z parafii w Stryju. Obecnie proboszczem parafii jest ks. Mateusz Grochla.

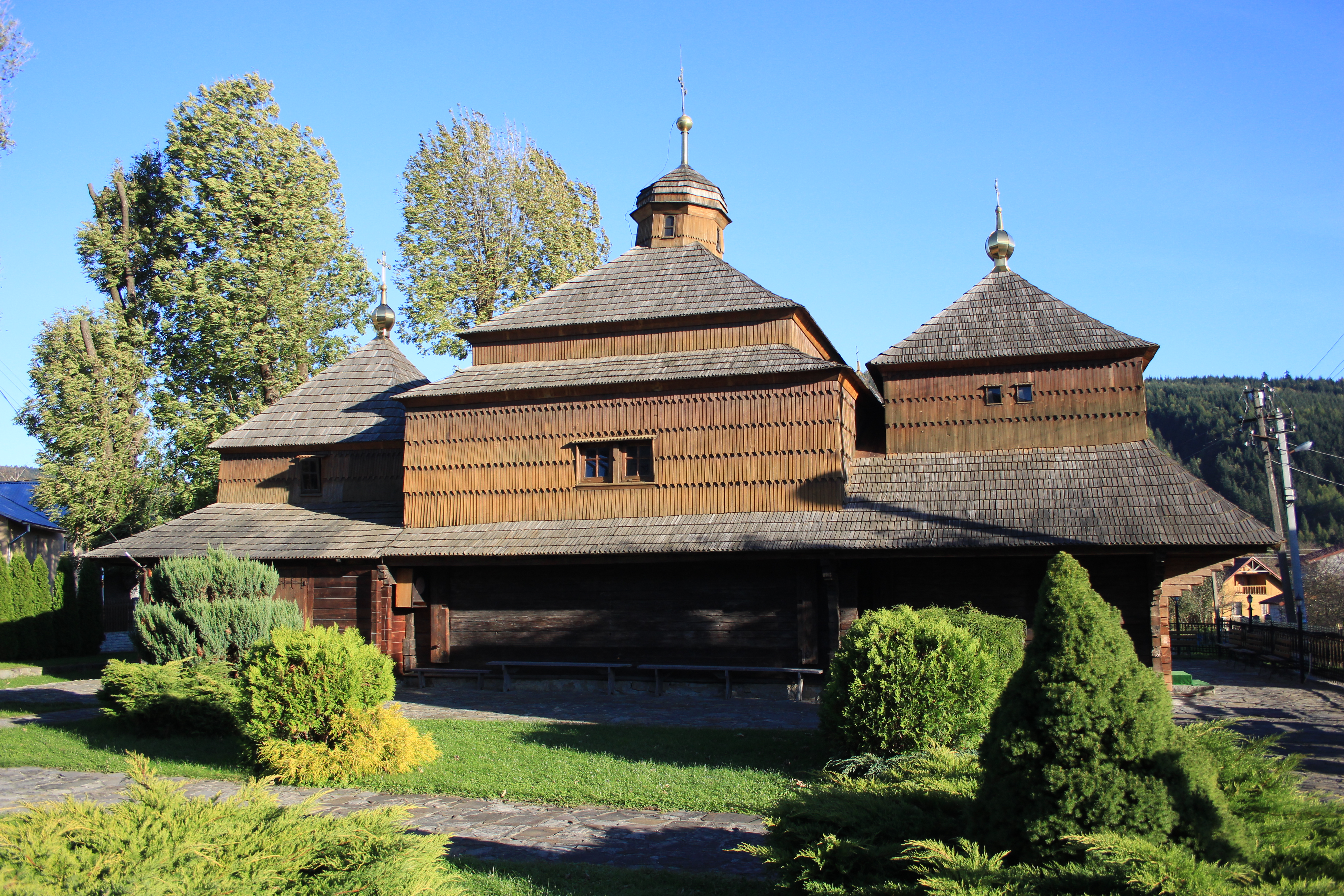
Cerkiew greckokatolicka pw. św Pantaleona w Skolem

### parafie greckokatolickie
Cerkiew pw. św. Pantaleona, Cerkiew pw. Narodzenia NMP

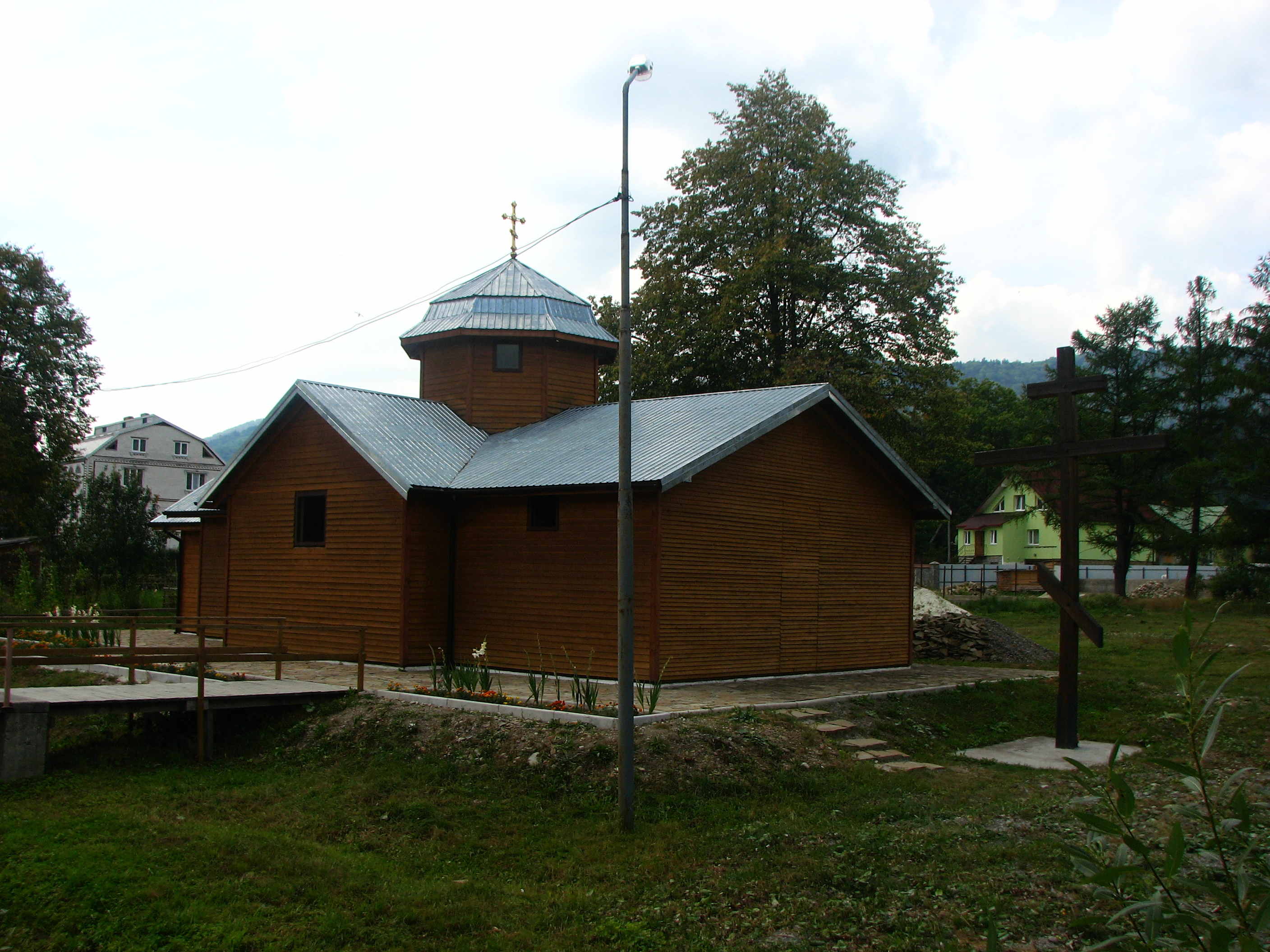
Cerkiew prawosławna pw. św. Michała Archanioła w Skolem

### parafia Kościoła Prawosławnego Ukrainy
Cerkiew pw. św. Michała Archanioła

### gmina żydowska
- Synagoga w Skolem
- Cmentarz żydowski w Skolem

## Miasta partnerskie
- Węgrów

## Ludzie związani z miastem
- 25 lutego 1862 r. w Skolem urodził się Stanisław Głąbiński – polski prawnik, polityk i publicysta,
- 6 stycznia 1892 r. w Skolem urodził się Wojciech Tyczyński – hallerczyk, pułkownik piechoty Wojska Polskiego II RP, dowódca 56 pułku piechoty wielkopolskiej w Krotoszynie,
- 18 lipca 1898 r. w Skolem urodziła się Beata Obertyńska – polska poetka i pisarka.
- 20 września 1923 r. w Skolem urodził się Tadeusz Agopsowicz – specjalista z zakresu oceanotechniki, docent Politechniki Gdańskiej[13].
- 18 lipca 1939 w Skolem urodził się Ryszard Bocian – polski prawnik, samorządowiec, członek Konfederacji Polski Niepodległej.